# Готфрид Харальдссон
Готфрид Харальдссон (Готфрид Датский; дат. Guðröðr Haraldsson; около 820 — около 856) — викинг-дан, совершивший в середине IX века несколько нападений на земли Франкского государства.

## Биография
О Готфриде Харальдссоне упоминается в целом ряде раннесредневековых исторических источниках. Наиболее подробно о его деятельности сообщается во франкских анналах: «Бертинских анналах», «Ксантенских анналах» и «Фульдских анналах».
Готфрид был сыном короля Дании Харальда Клака и принадлежал к роду Скьёльдунгов.
Первое упоминание о нём в средневековых исторических источниках датировано 826 годом, когда он ещё ребёнком вместе со своими родителями прибыл в Майнц, один из крупнейших городов Франкской империи. Здесь, в базилике Святого Альбана в присутствии императора Людовика I Благочестивого и многих представителей франкской светской и церковной знати, Харальд Клак, члены его семьи и четыреста приближённых приняли христианство. Крёстным отцом юного Готфрида стал Лотарь I, старший сын императора Людовика.
После крещения Готфрид Харальдссон остался при дворе Лотаря I, став членом свиты этого властителя. Вероятно, этому способствовал и переход на службу к Лотарю I его отца Харальда Клака, изгнанного из Дании в 827 году и получившего от своего франкского покровителя во владение Рюстринген в Восточной Фризии.
Только в 840-х годах Готфрид Харальдссон возвратился в Данию, где вступил в союз со своим двоюродным братом Рёриком Ютландским. В 850 году разграбив франкский порт Дорестад, они начали нападения на владения императора Лотаря I. В то время как Рёрик вскоре заключил мир с Лотарем в обмен на получение власти над Фризией, войско данов во главе с Готфридом разорило земли Фландрии и Артуа, включая Утрехт. Возвратившись на зимовку в Данию, в следующем году викинги Готфрида вновь опустошили побережье Фризии и земли в устье Рейна, затем, поднявшись на кораблях вверх по реке Шельды, разграбили Гент и аббатство Дронген.
Снова перезимовав на родине, в 852 году флот данов под командованием Готфрида Харальдссона прибыл к северному побережью Западно-Франкского королевства. 9 октября корабли викингов вошли в устье Сены. Миновав Руан, даны дошли до Пон-де-л’Арша и разбили лагерь на острове у селения Лез-Андели. Не имея возможности покончить с войском Готфрида собственными силами, правитель Западно-Франкского королевства Карл II Лысый обратился за помощью к правителю Средне-Франкского королевства Лотарю II. Для сбора франкского войска потребовалась целая зима, однако и объединённые усилия двух правителей не привели к победе: у франков не хватило судов, чтобы организовать успешную атаку на лагерь викингов. Только весной 853 года даны Готфрида покинули бассейн Сены, вероятно, получив за это дань с короля Карла II Лысого. По свидетельству «Фульдских анналов», правитель Западно-Франкского королевства в управление Готфриду некоторые земли, но где находились эти владения, в источнике не сообщается. Возможно, этими землями была Фризия: предполагается, что Готфрид мог получить титул «герцог» (лат. dux) и владения с центром в Рюстрингене
В 855 году Готфрид Харальдссон поддержал притязания своего союзника Рёрика Ютландского на датский престол, ставший вакантным после смерти в прошлом году короля Хорика I. Их попытка захватить власть над Данией окончилась безрезультатно. Более того, опасаясь преследования со стороны нового датского правителя, они были вынуждены покинуть свои родовые земли. Собрав войско, союзники снова разграбили Дорестад, после чего Рёрик овладел властью над близлежащими землями.
О дальнейшей судьбе Готфрида Харальдссона достоверных сведений в исторических источниках не сохранилось. Предполагается, что он скончался вскоре после захвата Дорестада, возможно, уже в 856 году.
Готфрида Харальдссона иногда отождествляют с его родичем и тёзкой Готфридом Фризским. Однако для такой идентификации этих двух лиц нет достаточных оснований: Готфрид Фризский впервые упоминается во франкских анналах в 879 году, почти через четверть века после последнего упоминания о Готфриде Харальдссоне. К тому же известно, что Готфрид Фризский принял крещение только в 882 году, и какие-либо свидетельства о том, что он уже и ранее исповедовал христианство, в источниках отсутствуют.